# Kesesirejo
Kesesirejo is een bestuurslaag in het regentschap Pemalang van de provincie Midden-Java, Indonesië. Kesesirejo telt 5636 inwoners (volkstelling 2010).